# 霍伊特利根
霍伊特利根是瑞士的城鎮，位於該國中西部，由伯恩州負責管轄，面積3.07平方公里，海拔高度762米，2011年人口239，人口密度每平方公里78人。